# Yamaha Ténéré
Het is eind 1982 als de motorwereld voor het eerst de naam Ténéré op een Yamaha motorfiets ziet staan. Het is bij de presentatie van een nieuw model, de XT600Z, die vanaf 1983 geleverd zal gaan worden.
Yamaha is al vanaf het eerste begin van Parijs-Dakar succesvol in de rally, eerst met de XT500 en vanaf 1981 met de XT550. Toen nog een rally vooral door amateurs, er werd heel wat af geknutseld in schuurtjes en werkplaatsen. Maar ook de Franse en Italiaanse Yamaha-importeurs beginnen voorzichtig hun bijdrage te leveren en zo sijpelen de wensen en aanpassingen vanuit Europa door naar Japan. En in Japan hebben ze daar heel goed naar geluisterd en gekeken en kon Yamaha vanaf 1983 een vrijwel startklare rallymotor aanbieden: de Yamaha XT600Z Ténéré (type aanduiding: 34L).
De naam Ténéré is een verwijzing naar de  Ténéréwoestijn een berucht gedeelte in de Sahara tijdens de Parijs-Dakar rally's.

## Luchtgekoeld

### XT600Z - 34L (1983 - 1985)

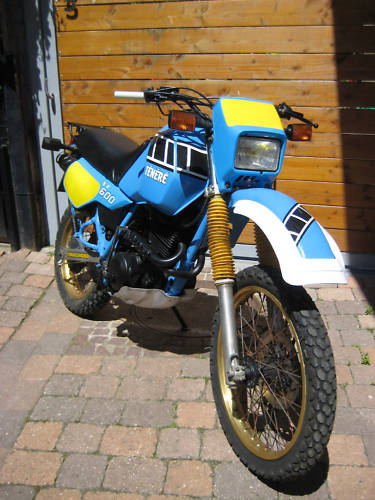
XT600Z-Tenere-1983

Motorisch is de XT600Z een doorontwikkeling van de XT550: een grote ééncilinder viertakt motor, 595 cc, luchtgekoeld, vierkleps cilinderkop, vijf versnellingsbak, een kickstarter en een dubbele carburateur .
Nieuw zijn de schijfrem aan de voorzijde, de progressieve mono-cross achtervering (beide nieuwe ontwikkelingen direct afgeleid van de crossmotoren) en de halogeen koplamp. De 28 liter grote benzinetank en de gemonteerde oliekoeler maken de motor rallyklaar. De kleuren waarin de XT600Z leverbaar is, zijn ook een directe verwijzing naar de Parijs-Dakar rally: de motor is leverbaar in het Gauloise-blauw van Sonauto, de Franse importeur en in het wit-rood van Belgarda, de Italiaanse importeur. Ook de kenmerkende Yamaha-speedblocks zijn aanwezig.
In Europa wordt de Ténéré enthousiast ontvangen, niet alleen door de mensen met rally aspiraties, maar ook motorreizigers zien de mogelijkheden die deze nieuwe Yamaha biedt.
Diverse motortesten prijzen het uiterlijk en de mogelijkheden, maar misschien wel het belangrijkste: in de praktijk blijkt de Ténéré een superbetrouwbare alleskunner te zijn. Ja, de motor is hoog en door de grote tank ligt het zwaartepunt ook vrij hoog, bovendien vraagt het starten met de kickstarter wat behendigheid. Maar dit lijken dan ook de enige bezwaren te zijn.
In 1984 is de XT600Z vrijwel ongewijzigd gebleven, voor 1985 werden een andere voorvork en een andere voorremklauw gemonteerd in de Ténéré, de typeaanduiding wordt dan 55W.

### XT600Z - 1VJ (1986-1987)

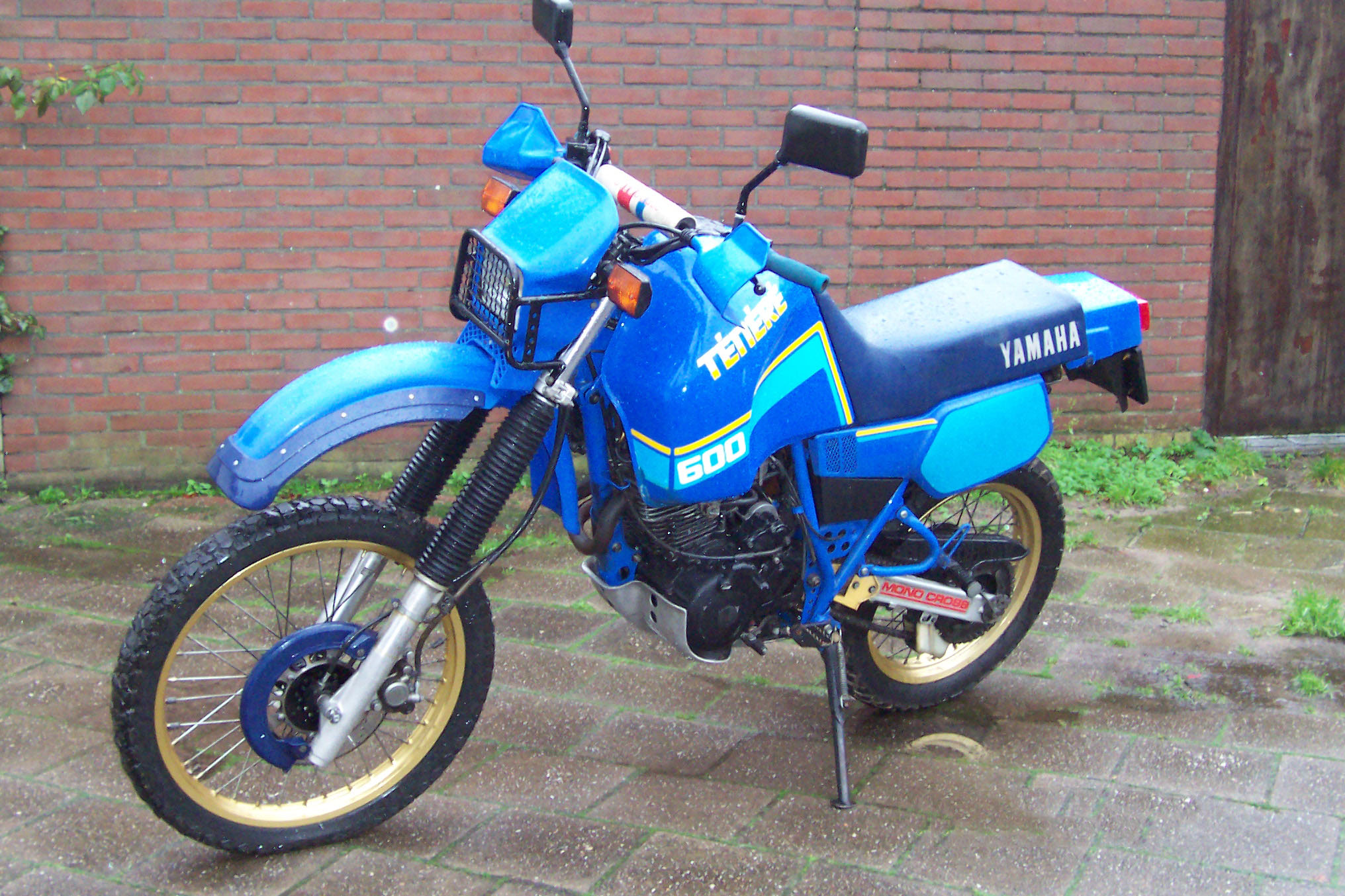
XT600Z-Tenere-1VJ

De eerste grote veranderingen worden doorgevoerd voor het modeljaar 1986, naast een kickstarter is de motor nu ook elektrisch te starten. Dit vraagt een startmotor en een grotere accu. Woog een 34L nog 163 kg, de nieuwe Ténéré, typeaanduiding 1VJ, weegt nu 175 kg. Om een bredere achterband te kunnen monteren, krijgt de motor een andere achterbrug. In plaats van aluminium is deze nu van staal gemaakt. Om de gewichtstoename te beperken verkleint Yamaha de tankinhoud naar 23 liter. De luchtfilterkast wordt verplaatst van achter de motor naar een plekje boven het motorblok, de tank wordt daar omheen gevormd en loopt verder naar onderen door. Hierdoor ontstaat de noodzaak voor een brandstofpomp. De luchthappers verdwijnen uit het voorspatbord en met al deze veranderingen snijdt Yamaha zichzelf in de vingers. Bij zware belastingen en hoge buitentemperaturen kan het motorblok z'n warmte niet goed kwijt. De superbetrouwbare Ténéré is niet meer zo betrouwbaar!
Yamaha probeert met een aantal zaken de betrouwbaarheid te verbeteren, maar het zijn eigenlijk alleen de doe-het-zelvers die een 1VJ betrouwbaar weten te krijgen. Gelukkig hebben veel Ténéré- rijders zich verenigd in de diverse Ténéré-clubs die in de loop van de tijd zijn ontstaan. Zo ook in Nederland, waar de Dutch Ténéré Association opgericht is. Zo is er heel veel kennis aanwezig.
Voor 1987 biedt Yamaha ook de 1VJ aan, zoals gezegd met wat modificaties. Helaas neemt de interesse af, voor het grootste deel zal dat zijn doordat ook Honda, Suzuki en BMW vergelijkbare reismotoren zijn gaan leveren. 

### XT600Z - 3AJ(1988 - 1991)
1988 is een legendarisch jaar: tijdens de rally Parijs_Dakar wordt de snelste man in het autoklassement, Ari Vatanen, voorbij gereden door Jan de Rooy in zijn DAF truck. De snelheden gaan richting de 190 km/u. De rally eindigt in een drama als een tweede DAF truck verongelukt en de bijrijder dit niet overleeft. Het geeft wel de veranderingen aan die de rally in korte tijd doorgemaakt heeft, de snelheden nemen toe, de belangen worden groot en de rally wordt steeds meer gedomineerd door fabrieksteams.
De consumenten-Ténéré's lijken (technisch)dan ook steeds minder op de echte fabrieksracers, hoewel Yamaha zijn best doet uiterlijk de machines nog op elkaar te doen lijken.
Zo krijgt de Ténéré voor 1988 een vaste stroomlijnkuip, die mooi doorloopt in de vernieuwde tank. Twee ronde koplampen vervangen de enkele vierkante koplamp, de kickstarter is verdwenen en het achterwiel wordt geremd door een schijfrem in plaats van een trommelrem. Type aanduiding van dit model is 3AJ en Yamaha heeft er alles aan gedaan om de motor thermisch weer gezond te krijgen. Het, voorheen hoge, voorspatbord is een laag spatbord geworden (net als de fabrieksracers). Dat samen met de kuip en de nieuwe tank (inhoud 23 liter) zorgen ervoor dat de cilinder nu weer volop in de rijwind zit. Het luchtfilter zuigt nu koele lucht onder het zadel aan, bij de 1VJ was dat warme lucht van boven de cilinderkop. Ook is er een nieuwe oliepomp gemonteerd. Alle veranderingen hebben zeker nut, want de nieuwe Ténéré is weer betrouwbaar, maar helaas nu ook weer zwaarder. De motor weegt nu 185 kg. Rond 1990 voert Yamaha nog een aantal veranderingen door: de primaire overbrenging wordt veranderd zodat de oliepomp harder draait en meer opbrengst heeft en er wordt een langere oliekoeler gemonteerd. In 1991 worden de laatste nieuwe 3AJ's verkocht.
De 3AJ is de laatste luchtgekoelde Ténéré die Yamaha zal leveren.

## Vijfkleppers
Al sinds het begin van de motorsport zijn races en rally's belangrijk voor de motorfabrikanten. Ten eerste voor de naamsbekendheid ( win on Sunday, sell on Monday), maar er wordt ook veel ontwikkelingswerk gedaan. In 1986 heeft Sonauto een rallymotor met een viercilinder FZ750 motorblok erin.
In 1987 komt Yamaha met een watergekoelde 1-cilinder met vijf kleppen aan de start van de Dakar. Het gaat hier om fabrieksracemotoren en daarmee om prototype's, maar deze doorontwikkeling vindt uiteindelijk zijn weg naar twee nieuwe consumentenmodellen. Een voortzetting van de voorgaande 1-cilinders, met een nagenoeg gelijk gebleven onderblok, maar nu wel met waterpomp. En de introductie van een nieuw type, de Super Ténéré. Een avontuurlijke twee-cilinder motor, waarvan de rally-versie een van de succesvolste motoren uit de dakar-geschiedenis zou blijken.

### XTZ750 (1989 - 1996)
In 1989 begint Yamaha met het leveren van de XTZ750 Super-Ténéré. Deze wordt aangeboden naast de XT600Z, 3AJ. In de XTZ750 is heel veel techniek terug te vinden uit de viercilinder fabrieksracer, maar dan in een aangepaste versie. Het motorblok is volledig nieuw ontworpen, het betreft een vloeistof gekoelde staande twin van 749 cc, met de voor Yamaha kenmerkende 5-kleps cilinderkop en dubbele bovenliggende nokkenassen. De cilinders zijn ver voorover gekanteld, waarmee Yamaha een verticaal inlaattraject heeft willen maken. De carburateurs hangen vrijwel recht boven de cilinderkoppen. Bij hoge kilometerstanden waren ingesleten gasnaaldbuizen dan ook (een van de weinige) manco's van de Super-Ténéré. Ook het frame is volledig nieuw en gebouwd op het sterkere motorblok. Het voorwiel is voorzien van twee remschijven, tankinhoud is 26 liter en het rijklaar gewicht is ronde de 230 kg. Het vermogen is met 70 PK ongeveer 10 PK meer dan dat van Honda-concurrent XRV750 Africa Twin en maakt een topsnelheid mogelijk van tegen de 200 km/uur. Standaard is de motor vrij slap afgeveerd en ook de remwerking is niet optimaal, maar dit zijn zaken waar verbetering goed haalbaar was. In de praktijk is de motor zeer betrouwbaar gebleken. De XTZ750 Super-Ténéré is geleverd tot 1996 en is in die jaren nauwelijks technisch veranderd, afgezien van de diverse kleurenschema's

### XTZ660 - 3YF (1991 - 1993)

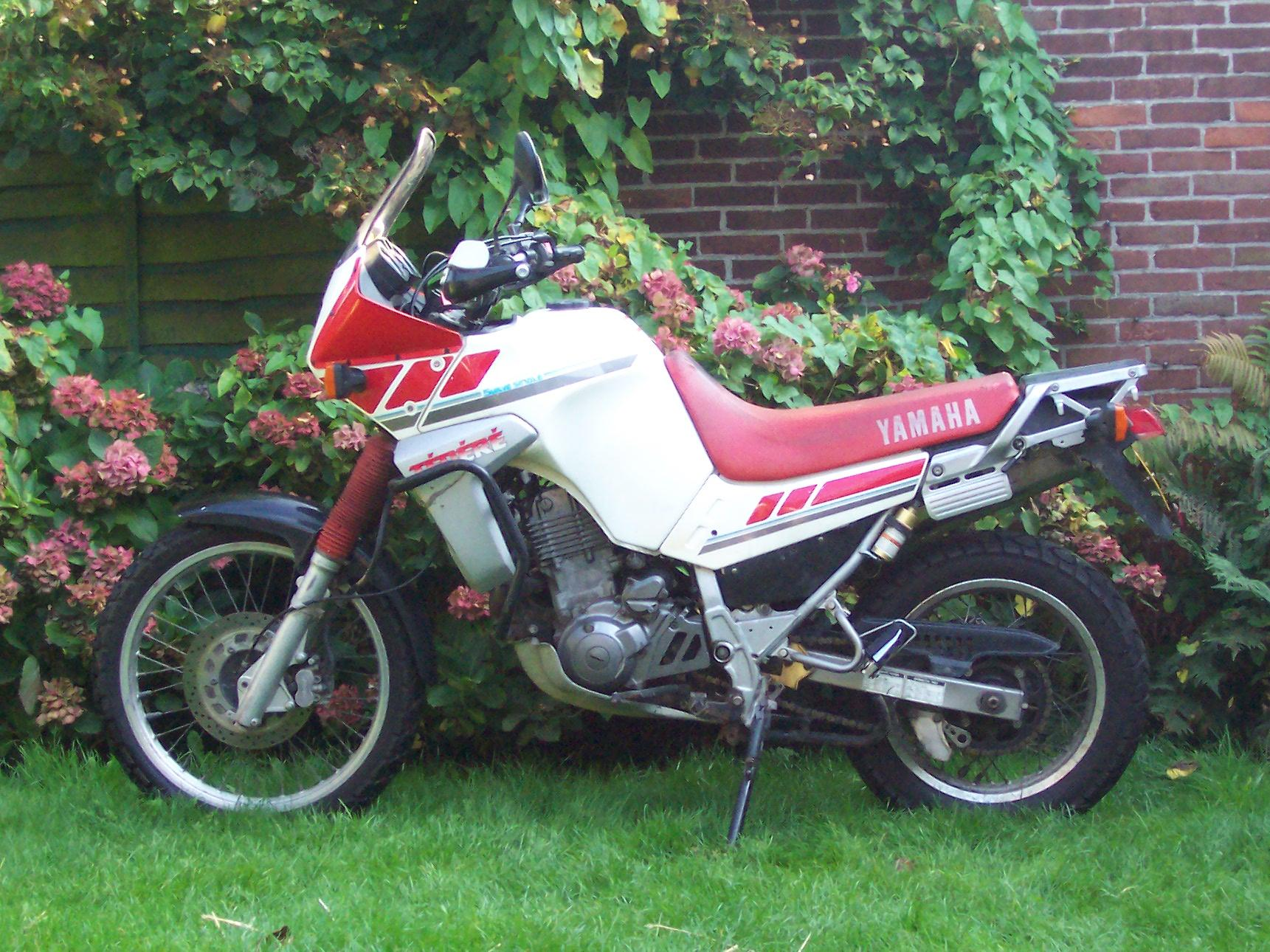
XTZ660-3YF-1991

Voortgebouwd op de luchtgekoelde oorspronkelijke tenere's gaat Yamaha mee in de vooruitgang en voorziet de motor van waterkoeling en vijf kleppen per cilinder. Het nadeel is dat de motor nog zwaarder wordt. Verder valt op dat de olie-tank weer wordt geïntegreerd in het frame, net als bij de XT550. De vierkante koplamp vindt weer zijn intrede.

### XTZ660 - 4MY (1994-1999)
De laatste versie krijgt toch weer dubbele koplampen, maar verder verandert er weinig. De toerenteller wordt niet langer meer mechanisch aangestuurd, maar nu digitaal (met nog wel een analoge teller).

## Injectie

### XT660Z (2008 - 2016)
Na een periode van stilte komt Yamaha in 2008 met een volledig nieuwe Ténéré, de XT660Z. De watergekeolde 1-cilinder is gebleven, maar heeft weer een vier kleps cilinderkop en is voorzien van een injectiesysteem. De Ténéré is geheel opnieuw ontworpen en heeft weer een grote (23 liter) tank meegekregen, een knipoog naar de oer-motor uit 1983.  Het is een beetje een designmotor geworden met zijn herkenbare en erg mooi vormgegeven tank, moderne koplampunit en uitlaatdemper. 
De door acerbis getekende en geproduceerde tank loopt van smal bij het zadel tot behoorlijk breed aan de voorzijde en is uitgevoerd met de -voor Yamaha zo herkenbare- speedblocks bestickering die we kennen van diezelfde oer-Ténéré. Ook de koplampunit ontkwam niet aan de tekentafel en bestaat nu uit 2 boven elkaar staande reflectoren achter 1 kunststof 'glas'. De uitlaat eindigt in een keurig onder het zadel weggewerkte demper met 2 uitgangen. Het dashboard is voorzien van een ronde toerenteller met conventionele wijzer met daarnaast een rechthoekig display voor digiatale snelheidsmeter en diverse controle- en indicatielampjes. 
Zodra je het contact aanzet vliegen toerenteller en snelheidsmeter in het rood en weer terug en hoor je de computer alles op scherp zetten. Daarna breng je met een simpele druk op de knop de soepel lopende 1-cilinder injectiemotor tot leven. Hij brengt een mooie roffel ten gehore. De XT staat hoog op zijn poten en heeft daardoor extra veel grondspeling, precies wat je nodig hebt op ruig terrein of hoge zandduinen. De standaard gemonteerde Brembo's zijn prima te doseren en brengen alles met gemak tot stilstand.
Mede door veranderde wetgeving krijgt de XT660Z in 2012 abs. Hij is dan ook gelijk een aantal cm's verlaagd, waardoor hij wat toegankelijker wordt voor de wat kortere avonturiers. Al met al een zeer geslaagde nieuwkomer die in 2016 uit productie genomen wordt, zonder dat er een opvolger is. 

## De wederopstanding

### XTZ690 (2019 - )
De Yamaha Ténéré 700 is een adventuremotorfiets geproduceerd door Yamaha. Het model werd officieel aangekondigd als concept tijdens de EICMA in Milaan in 2016 en ging in productie in 2019. De Ténéré 700 wordt beschouwd als de spirituele opvolger van de Yamaha XT660Z Ténéré, maar is technisch aanzienlijk anders opgebouwd, onder andere door het gebruik van een tweecilinder motorblok in plaats van een eencilinder.

#### Ontwikkeling en concept
Tijdens de EICMA van 2016 introduceerde Yamaha het T7 Concept, een prototype dat als basis diende voor de latere Ténéré 700. Dit conceptmodel was uitgerust met het CP2-motorblok, een 689 cc tweecilinder lijnmotor met een 270 graden krukas, die eerder werd toegepast in de Yamaha MT-07 en Tracer 700. Het chassis was volledig nieuw ontwikkeld, met KYB-vering, een LED-koplamp, een aluminium brandstoftank, een carbon carterbeschermer (skidplate) en een Akrapovič uitlaatsysteem.
In 2018 organiseerde Yamaha de Ténéré 700 World Raid Tour, waarbij een geavanceerd prototype werd getest op diverse continenten, waaronder Afrika, Amerika, Australië en Europa. Tijdens evenementen zoals de Ténéré Tragics Bays to Bush Run in Australië werd het prototype onder zware omstandigheden beproefd. Het prototype bevatte onder andere een vierledige LED-koplamp, carbon kuipdelen en een aangepaste Akrapovič uitlaat.

#### Productiemodel (2019)
De definitieve versie van de Ténéré 700 werd in 2019 gelanceerd. Het motorblok is een 689 cc parallel-twin met DOHC en vier kleppen per cilinder, goed voor ongeveer 72 pk en 68 Nm koppel. Het blok kenmerkt zich door een 270 graden krukas, wat zorgt voor een karakteristieke vermogensafgifte en tractie.
De motor is standaard voorzien van een 16-liter brandstoftank, een smal zadel en volledig instelbare vering met 210 mm veerweg voor en 200 mm achter. Het remsysteem bestaat uit dubbele 282 mm schijven voor en een enkele 245 mm schijf achter. Het ABS-systeem is uitschakelbaar, wat gunstig is voor offroadgebruik.

#### Rally Edition (2021)
In 2021 introduceerde Yamaha de Ténéré 700 Rally Edition, met visuele en functionele aanpassingen geïnspireerd op de originele XT600Z Ténéré 34L. De kleurencombinaties zijn wit-rood en blauw-geel, met goudkleurige velgen. Functionele upgrades omvatten een hoger doorlopend rallyzadel, heavy-duty carterbescherming, radiateurbescherming, kettinggeleider, offroad-handvatten en een Akrapovič einddemper. Ook zijn LED-knipperlichten standaard.

#### World Raid (2022)
In 2022 volgde de introductie van de Ténéré 700 World Raid, een model gericht op langeafstandsreizen. Deze versie beschikt over twee voorwaarts geplaatste brandstoftanks met een gezamenlijke inhoud van 23 liter. Daarnaast is de veerweg vergroot met 20 mm voor en 15 mm achter. Een Öhlins stuurdemper is toegevoegd voor extra stabiliteit bij offroadrijden. Het model heeft een aangepast zadel dat aansluit op de vorm van de dubbele tanks en behoudt grotendeels het uiterlijk van de standaard Ténéré 700.